# Красний Яр (Іглінський район)
Красний Яр (рос. Красный Яр, башк. Ҡыҙылъяр) — присілок у складі Іглінського району Башкортостану, Росія. Входить до складу Красновосходської сільської ради.
Населення — 66 осіб (2010; 86 в 2002).
Національний склад:
- марійці — 91 %